# Відіт Гуджраті
Відіт Сантош Гуджраті (англ. Vidit Santosh Gujrathi; нар. 24 жовтня 1994, Нашик, Махараштра, Індія) — індійський шахіст, гросмейстер (2013). Станом на липень 2023 року є третім за рейтингом шахістом в Індії (після Вішванатана Ананда та Гукеша Доммараджу). Четвертий індійський гравець в шахи, який подолав поріг рейтингу Ело в 2700.

## Життєпис
Відіт Сантош Гуджраті народився в місті Нашик в родині Сантоша Гуджраті та Нікіти Гуджраті. Навчався в Академії Фраваші. Займався шахами з раннього дитинства. У 2006 році посів друге місце на юнацькому чемпіонаті Азії в категорії U12, отримавши таким чином звання майстра ФІДЕ.
Отримав звання міжнародного майстра, коли набрав 7 очок з 13 на 45-му національному чемпіонаті з шахів у Ченнаї в 2008 році.  У 2008 році виграв юнацький чемпіонат світу з шахів у категорії U14, ставши першим індійцем, якому це вдалося.  Набрав 9 очок з 11 можливих, виконавши свою останню норму, необхідну для звання міжнародного майстра.
Посів 2-е місце в категорії U16 на юнацькому чемпіонаті світу з шахів у 2009 році, поступившись на 9 очок переможцю Панаяппану Сетхураману, також з Індії. На Чемпіонаті світу з шахів серед юніорів у Ченнаї в 2011 році, який проводився серед гравців U20, Відіт набрав 8 очок з 11, таким чином отримавши свою першу норму гросмейстера.
На турнірі Nagpur International Open у 2011 році Відіт набрав 8 очок з 11, відстаючи на одне очко від переможця Зіаура Рахмана. Відіт виконав свою другу норму гроссмейстера на турнірі. Свою останню норму гросмейстера виконав у віці 18 років у восьмому раунді шахового турніру Rose Valley Kolkata Open у 2012 році, де посів третє місце.
У 2013 році став бронзовим призером Чемпіонату світу з шахів серед юніорів у Туреччині в категорії U20. Посів третє місце на міжнародному шаховому турнірі в Гайдарабаді в 2013 році, вигравши 1,5 лакх рупій. 
Також потрапляв в топ-10 інших турнірів, зокрема Чемпіонату Співдружності в 2008 році. Протягом багатьох років Відіта тренували Ануп Дешмух, Роктім Бандопадхяй та Алон Грінфельд. Гроссмейстер Абгіджіт Кунте, який також тренував Відіта раніше, сказав у 2013 році, що Відіт може досягти рейтингу Ело 2700 за два-три роки. Кунте також вважав, що у Відіта чудове позиційне відчуття, порівнюючи його з індійським шахістом Пенталом Харікрішна
В листопаді 2019 року брав участь у турнірі Вейк-ан-Зеє з бліцу та рапіду як запрошений учасник, фінішував на восьмому місці, разом з Пенталом Харікрішна. Був учасником турніру Skilling Open, першої події шахового чемпіонського онлайн-туру  2020–2021 років.
Був капітаном індійської команди на шаховій онлайн Олімпіаді FIDE 2020,  де їм вдалось здобути золоту медаль.
Протягом лютого та березня 2022 року Відіт брав участь у турнірі Гран-прі ФІДЕ 2022 . У першому матчі він зрівнявся з Данилом Дубовим із результатом 3/6 у групі C. У другому матчі він посів друге місце в групі C із результатом 3/6, фінішувавши 12-м у турнірній таблиці з сімома очками.

## Результати
- Капітан індійської збірної, яка завоювала золоту медаль на шаховій онлайн Олімпіаді FIDE 2020[16].
- Перше місце в гросмейстерському турнірі Biel Chess Festival 2019.
- Друге місце на турнірі майстрів Prague Chess Festival 2020.
- Чвертьфіналіст Чемпіонату світу ФІДЕ з шахів Фішера 2019 року.
- 12 місце зі 154 учасників на турнірі Grand Swiss ФІДЕ 2019 з результатом 7/11.
- Чвертьфіналіст Кубку світу 2021.
- Чвертьфіналіст Кубку світу 2023, перемігши в 1/16 фіналу Яна Непомнящого.